# The Hater of Men
The Hater of Men è un film muto del 1917 diretto da Charles Miller sotto la supervisione di Thomas H. Ince. Interpreti del film gli attori Bessie Barriscale, Charles K. French e John Gilbert.

## Trama
Per lavoro, la reporter Janice Salsbury deve seguire il caso di un divorzio famoso, una storia che finisce per deprimerla, convincendola che l'istituto matrimoniale sia del tutto inutile. Prossima alle nozze con Billy, un collega, Janice rompe il fidanzamento, riconquistando la propria libertà e iniziando a vivere in maniera non convenzionale. Phillips Hartley, il suo mentore, disapprova quel comportamento e osserva tristemente come la giovane cominci a perdere tutto il rispetto degli amici. L'uomo si spende per trovare una soluzione che lo porterà a cercare di riunire Janice al fidanzato.

## Produzione
Il film fu prodotto dalla Kay-Bee Pictures e dalla New York Motion Picture.

## Distribuzione
Distribuito dalla Triangle Distributing, il film uscì nelle sale cinematografiche degli Stati Uniti il 1º luglio 1917.
Copia della pellicola viene conservata negli archivi della Library of Congress.